# La Source Noire
La Source Noire è il quarto album dei Furia ed è una rimasterizzazione più Death metal del disco A La Quête Du Passé. Contiene anche un DVD.

## Tracce
1. Intro
2. A La Quête Du Passé
3. Gorthoth Le Passeur Du Fleuve De L'oubli
4. Le Temple Des Putains Démoniaques
5. Intermède
6. Incantations A Cébil
7. Le Sacrifice De La Vierge
8. Le Baptême Du Diable
9. Et La Lumière Fut...
10. L'antre Des Morts
11. Une Quête Sans Lendemain
12. Les Larmes Du Destin
13. Vidéo-Clip

## Formazione
- Damien - voce
- Sebastien - chitarra elettrica
- Mickael - chitarra ritmica
- Guillaume - basso elettrico
- Mehdi - tastiera
- Julien - batteria